# Strofa szesnastowersowa
Strofa szesnastowersowa – forma stroficzna składająca się z szesnastu wersów, połączonych różnymi układami rymów. Podobnie jak wszystkie inne formy dłuższe od decymy, strofa szesnastowersowa pojawia się w poezji europejskiej rzadko. W poezji polskiej pojawia się głównie w tłumaczeniach liryki obcej.
Francesco Petrarca zastosował strofę szesnastowersową w jednej ze swoich kancon.
Sí è debile il filo a cui s’attene
la gravosa mia vita
che, s’altri non l’aita,
ella fia tosto di suo corso a riva;
però che dopo l’empia dipartita
che dal dolce mio bene
feci, sol una spene
è stato infin a qui cagion ch’io viva,
dicendo: Perché priva
sia de l’amata vista,
mantienti, anima trista;
che sai s’a miglior tempo ancho ritorni
et a piú lieti giorni,
o se ’l perduto ben mai si racquista?
Questa speranza mi sostenne un tempo:
or vien mancando, et troppo in lei m’attempo.
Strofą szesnastowersową najwybitniejszy włoski romantyk Giacomo Leopardi posłużył się w jednej z ód z cyklu Pieśni.
D’in su la vetta della torre antica,
passero solitario, alla campagna
cantando vai finché non more il giorno;
ed erra l’armonia per questa valle.
Primavera d’intorno
brilla nell’aria, e per li campi esulta,
sí ch’a mirarla intenerisce il core.
Odi greggi belar, muggire armenti;
gli altri augelli contenti, a gara insieme
per lo libero ciel fan mille giri,
pur festeggiando il lor tempo migliore:
tu pensoso in disparte il tutto miri;
non compagni, non voli,
non ti cal d’allegria, schivi gli spassi;
canti, e cosí trapassi
dell’anno e di tua vita il piú bel fiore.